# Moyale
Moyale es un pueblo en la frontera entre Etiopía y Kenia que se divide en estos países. Moyale es el principal puesto fronterizo ubicado entre las ciudades de Nairobi y Adís Abeba, unidas por carreteras y trenes. Se extiende al norte del Desierto de Dide Galgalu. Es conocido por su arquitectura tradicional. Su población, en la parte etíope asciende los 12.000 habitantes y en la parte keniana tiene una población urbana de 9.276 habitantes (1999).
- Datos: Q1009179